# Henri François Le Dran
Henri François Le Dran est un chirurgien français, né le 13 octobre 1685 et mort le 17 octobre 1770 à Paris.

## Biographie
Henri François Le Dran était chirurgien en chef à la Charité à Paris et chirurgien du roi.  Il enseigne à l’Académie royale de médecine de Paris aux côtés de Jean-Louis Petit. Il devient membre de la Royal Society en 1745.
Il est surtout connu pour avoir mis en évidence l'extension des cancers par les voies lymphatiques ainsi que leurs ganglions.

## Œuvres et publications
- Parallèle des différentes manières de tirer la pierre hors de la vessie, Paris, C. Osmont, 1730, [traduction en allemand, (de) Vergleichung der mancherley Manieren den Stein aus der Blasen zu ziehen, Nuremberg, 1733].
- Observations de chirurgie, auxquelles on a joint plusieurs réflexions en faveur des étudians, 2 vol. in-12, pl. gravées, Paris, C. Osmont, 1731.
- (de) Chirurgische Anmerckungen sammt angefügten vielfältigen Bedencken darüber : zum Besten derer Chirurgie-Beflissenen; in 2 Th. beschrieben. Nuremberg, 1740.
- Traité ou réflexions tirées de la pratique sur les playes d'armes à feu. Amsterdam, 1741, [traduction en allemand : (de) Abhandlung von der Cur der Schuß-Wunden. Nuremberg, 1776].
- Récit d'une guérison singulière, [S.l., 1749], lire en ligne sur Gallica.
- Consultations sur la plupart des maladies qui sont du ressort de la chirurgie, 1765.
- Abrégé économique, de l'anatomie du corps humain : À la portée de toute personne qui veut se connoître & s'instruire en cette partie, ainsi que de tous ceux qui se destinent au grand Art de guérir les Malades. Paris, 1768, chez P. Fr. Didot, 1768, lire en ligne sur Gallica.